# Posłowie na Sejm Ustawodawczy (1947–1952)
Posłowie na Sejm Ustawodawczy zostali wybrani podczas wyborów parlamentarnych, które odbyły się w dniu 19 stycznia 1947.
Pierwsze posiedzenie odbyło się 4 lutego 1947, a ostatnie, 108. – 31 lipca i 1 sierpnia 1952. Kadencja Sejmu trwała od 4 lutego 1947 do 4 sierpnia 1952. Pierwotnie miała upłynąć 4 lutego 1952 (po 5 latach od dnia 1. posiedzenia Sejmu), jednak została przedłużona na mocy ustawy konstytucyjnej z 15 grudnia 1951.

## Prezydium Sejmu Ustawodawczego
| Poseł                                                               | Poseł                | Funkcja                                     | Klub                                        | Czas pełnienia funkcji | Czas pełnienia funkcji | Czas pełnienia funkcji |
| Poseł                                                               | Poseł                | Funkcja                                     | Klub                                        | Od                     | Do                     |                        |
| ------------------------------------------------------------------- | -------------------- | ------------------------------------------- | ------------------------------------------- | ---------------------- | ---------------------- | ---------------------- |
|                                                                     | Franciszek Trąbalski | Marszałek senior                            | Związek Parlamentarny Polskich Socjalistów  | 4 lutego 1947(dts)     | 4 lutego 1947(dts)     |                        |
| Marszałek senior przewodniczy obradom Sejmu przed wyborem Prezydium |                      |                                             |                                             |                        |                        |                        |
|                                                                     | Władysław Kowalski   | Marszałek Sejmu                             | KP Zjednoczonego Stronnictwa Ludowego       | 4 lutego 1947(dts)     | 4 sierpnia 1952(dts)   |                        |
|                                                                     | Wacław Barcikowski   | Wicemarszałek Sejmu                         | KP Stronnictwa Demokratycznego              | 4 lutego 1947(dts)     | 4 sierpnia 1952(dts)   |                        |
|                                                                     | Stanisław Szwalbe    | Wicemarszałek Sejmu                         | KP Polskiej Zjednoczonej Partii Robotniczej | 4 lutego 1947(dts)     | 4 sierpnia 1952(dts)   |                        |
| Roman Zambrowski                                                    | Wicemarszałek Sejmu  | KP Polskiej Zjednoczonej Partii Robotniczej | 4 lutego 1947(dts)                          | 4 sierpnia 1952(dts)   |                        |                        |

## Lista według przynależności klubowej (przed powstaniemPZPRiZSL)
Protokół z posiedzenia Państwowej Komisji Wyborczej z 27 stycznia 1947 został ogłoszony w Monitorze Polskim z 28 stycznia 1947. Lista posłów została opublikowana 1 lutego 1947.

### Polska Partia Socjalistyczna[5]
- Edward Abramowicz (usunięty 15 września 1948)
- Ludwik Affa (usunięty 24 października 1948)
- Eugeniusz Ajnenkiel (usunięty 6 października 1948)
- Feliks Baranowski
- Józef Beluch-Beloński
- Bronisław Bęben (usunięty 5 października 1948)
- Aleksy Bień (usunięty 4 października 1948)
- Czesław Bobrowski, ślubował 18 lutego 1947, mandat wygaszony 30 października 1951.
- Henryk Bromboszcz (usunięty 10 października 1948)
- Stefan Cendrowski (usunięty 3 października 1948)
- Kazimierz Chabaj (usunięty 5 października 1948)
- Kazimierz Chodkiewicz, zrzekł się mandatu 31 marca 1952.
- Józef Cyrankiewicz
- Tadeusz Ćwik
- Adolf Dąb
- Jan Dąbrowski
- Konstanty Dąbrowski
- Tadeusz Dietrich
- Hieronim Dobrowolski
- Stanisław Dobrowolski
- Edward Dobruś
- Bolesław Drobner
- Stanisław Duniak
- Piotr Flacht
- Franciszek Formas
- Henryk Gacki (usunięty 30 września 1948)
- Piotr Gajewski
- Piotr Gellert
- Lucjan Głowacki
- Alfred Górny
- Czesław Grajek
- Jan Gronkiewicz (usunięty 2 października 1948)
- Ludwik Grosfeld
- Stanisław Gross
- Józef Grzecznarowski (usunięty 3 października 1948)
- Julian Hochfeld
- Henryk Jabłoński
- Andrzej Jacak
- Władysław Jagiełło (usunięty 30 września 1948)
- Feliks Jarosz, zrzekł się mandatu 31 marca 1952.
- Andrzej Jasiuk
- Emil Jerzyk
- Michał Kaczorowski
- Artur Karaczewski
- Jan Karbowiak
- Józef Kaźmierczak
- Wincenty Kępczyński
- Dorota Kłuszyńska
- Tadeusz Koral (usunięty w 1948)
- Piotr Koss
- Stanisław Kowalczyk
- Stanisław Kowalewski
- Jan Kowalski (usunięty 7 października 1948)
- Bogusław Kożusznik
- Alfred Krygier
- Andrzej Krzewniak, zmarł 27 lutego 1951.
- Adam Kuryłowicz
- Gwidon Kurzela
- Maria Kuzańska-Obrączkowa
- Stanisław Kwiatkowski
- Oskar Lange, ślubował 18 lutego 1947
- Stanisław Leszczycki, ślubował 15 kwietnia 1947
- Wiktor Malczyński, zmarł 18 listopada 1947, zastąpił go Tadeusz Lipiec, ślubował 9 marca 1948
- Jan Mirek
- Lucjan Motyka
- Paweł Nantka-Namirski
- Małgorzata Nowicka
- Marian Nowicki
- Ryszard Obrączka (usunięty 15 października 1948)
- Bolesław Orłowski
- Edward Osóbka-Morawski
- Roman Pawełczyk (usunięty 4 października 1948)
- Stanisław Piaskowski
- Józef Pietrusiński
- Rozalia Pilch (czasem podawana pod nazwiskiem Pilchowa, usunięta 5 października 1948)
- Maria Pol
- Wacław Polkowski
- Rafał Praga
- Eugenia Pragierowa
- Eugeniusz Przetacznik (usunięty 8 października 1948)
- Henryk Raabe, zmarł 28 stycznia 1951.
- Władysław Rajkowski
- Jan Rak
- Adam Rapacki
- Kazimierz Rapaczyński
- Włodzimierz Reczek
- Witold Rogala
- Kazimierz Rusinek
- Stefan Rutkowski (usunięty 7 października 1948)
- Józef Siemek
- Aleksy Sieradzki
- Bolesław Sokół
- Roman Stachoń
- Wincenty Stawiński
- Krystyna Strusińska
- Jan Szczyrek, zmarł 7 marca 1947; zastąpił go Józef Smetański, złożył ślubowanie poselskie 28 stycznia 1948
- Władysław Szedrowicz
- Michał Szuldenfrei (Bund)
- Stanisław Szwalbe
- Zygmunt Szymanowski
- Henryk Świątkowski
- Kazimiera Świętochowska, ślubowała 15 kwietnia 1947
- Franciszek Trąbalski
- Tadeusz Turek
- Stanisław Turski
- Henryk Wachowicz (usunięty 6 października 1948)
- Janusz Wierusz-Kowalski
- Bronisław Włodek
- Stanisław Wojciechowski
- Wojciech Wojewoda (usunięty 4 października 1948)
- Józef Wołek
- Zdzisław Zajączkowski
- Henryk Zakrzewski
- Stanisław Żarek (usunięty w październiku 1948)
- Jan Żerkowski
- Wacław Żukowski, zrzekł się mandatu 15 lipca 1950.

### Polska Partia Robotnicza
- Jerzy Albrecht
- Antoni Alster
- Stefan Bancerz, zrzekł się mandatu 24 stycznia 1950
- Marian Baryła
- Jakub Berman
- Stanisław Bieniek
- Józef Bień
- Władysław Bieńkowski
- Bolesław Bierut, zrzekł się mandatu 5 lutego 1947
- Antoni Bigus
- Franciszek Blinowski
- Mieczysław Bodalski
- Romana Bosiakowa
- Jan Burdzy, zrzekł się mandatu 24 marca 1950.
- Aleksander Burski
- Hilary Chełchowski
- Adolf Cieślik
- Marian Czerwiński
- Paweł Dąbek
- Henryk Dąbrowicz
- Józef Dechnik
- Henryk Dobrowolski
- Józef Dubiel, zrzekł się mandatu 14 października 1949.
- Władysław Dworakowski
- Stanisław Gać
- Antoni Galiński, zmarł 28 grudnia 1949.
- Władysław Gomułka
- Wacław Gumiński
- Jan Izydorczyk
- Piotr Jaroszewicz
- Helena Jaworska
- Marian Jaworski
- Stefan Jędrychowski
- Franciszek Jóźwiak „Witold”
- Józef Kieszczyński
- Jan Klecha
- Zenon Kliszko
- Wiktor Kłosiewicz
- Antoni Kołodziej
- Leon Korga, zrzekł się mandatu 17 listopada 1951.
- Aleksander Kowalski, zmarł 1 października 1951.
- Jakub Krajewski
- Józef Kramarz
- Franciszek Król
- Leon Kruczkowski
- Julian Kubiak
- Władysław Kuczewski
- Bronisław Kupczyński
- Eustachy Kuroczko
- Wiktor Labus
- Pelagia Lewińska
- Ignacy Loga-Sowiński
- Józef Łabuz
- Andrzej Maj, zmarł 12 sierpnia 1950.
- Felicja Marczakowa
- Mieczysław Marzec
- Franciszek Mazur
- Stanisław Mazur
- Kazimierz Mijal
- Henryk Mikulski
- Hilary Minc
- Marian Minor
- Władysław Młotecki
- Zygmunt Modzelewski
- Jerzy Morawski
- Ryszard Nieszporek
- Franciszek Nijak
- Roman Nowak
- Antoni Nowakowski
- Edward Ochab
- Edwarda Orłowska
- Wojciech Pelczarski, zmarł 5 maja 1948, zastąpił go Jan Sabik, ślubował 20 marca 1950.
- Józef Pieprzyk
- Roman Piotrowski
- Irena Piwowarska
- Wanda Podniesińska
- Adam Polewka
- Mieczysław Popiel
- Marian Potapczuk
- Edmund Pszczółkowski
- Stanisław Radkiewicz
- Józef Różański
- Bolesław Rumiński
- Jan Rustecki
- Leon Schiller
- Włodzimierz Sokorski
- Marian Spychalski
- Stanisław Stęplewski
- Ryszard Strzelecki
- Henryk Szafrański, ślubował 19 lutego 1947
- Józef Szczęśniak
- Jerzy Sztachelski
- Edward Szymański
- Karol Świerczewski, zmarł 28 marca 1947, zastąpił go Jerzy Knothe, ślubował 29 grudnia 1947
- Andrzej Taborowicz
- Stanisław Tkaczow
- Karol Tkocz
- Stanisław Tołwiński
- Józef Tomasiak
- Mieczysław Tureniec
- Mieczysław Wągrowski
- Eugeniusz Wiślicz-Iwańczyk, ślubował 16 kwietnia 1947
- Kazimierz Witaszewski
- Paweł Wojas
- Władysław Wolski, zrzekł się mandatu 15 lipca 1950.
- Henryk Wójcicki
- Adam Wójcik
- Zenon Wróblewski
- Roman Zambrowski
- Aleksander Zawadzki
- Włodzimierz Zduńczyk
- Jerzy Ziętek
- Adam Żak
- Franciszek Ksawery Żmijewski
- Stefan Żółkiewski

### Stronnictwo Ludowe
- Józef Augustyn
- Jan Baczewski
- Antoni Bajkowski
- Wincenty Baranowski
- Józef Blak
- Stanisław Bońka
- Marian Borowiec, zmarł 27 sierpnia 1949, zastąpił go Tadeusz Nawrocki, ślubował 20 marca 1950.
- Arkadiusz Bożek
- Michał Buczek
- Józef Chaba
- Stanisław Cieślak
- Mikołaj Dachów
- Jan Dąb-Kocioł
- Stefan Dąbrowski
- Jan Domański
- Adam Drąg, zmarł 10 lipca 1951.
- Jerzy Jan Drewnowski, zrzekł się mandatu 30 grudnia 1949.
- Lucjusz Dura
- Stefan Dybowski
- Henryk Dzendzel
- Jan Gancarczyk (czasem podawany pod nazwiskiem Garncarczyk)
- Wilhelm Garncarczyk
- Stanisława Garncarczykowa
- Jan Michał Grubecki
- Michał Gwiazdowicz
- Alfons Gwis
- Kazimierz Jachowicz
- Leon Jankowski
- Stanisław Janusz
- Stanisław Jaremczuk
- Stefan Jaroszek
- Jan Jurek
- Stanisław Jurkowski
- Aleksander Juszkiewicz
- Józef Aleksander Kaczocha
- Stanisław Karpała
- Jan Kisiel
- Marian Kisiel
- Adolf Kita
- Henryk Kołodziejczyk
- Antoni Korzycki
- Stanisław Kotek-Agroszewski
- Władysław Kowalik
- Władysław Kowalski
- Jan Krochmal
- Jan Aleksander Król
- Aleksander Marian Kubicki
- Jan Kulisiewicz
- Jan Kulka
- Władysław Kurkiewicz
- Karol Kurpiewski
- Antoni Langer
- Jan Lewandowicz
- Ignacy Łakomiec
- Zofia Łyżnik
- Władysław Majkutewicz
- Wacław Makowski
- Julian Makuch
- Józef Maślanka
- Czesław Michurski
- Antoni Mitura
- Wawrzyniec Okrajni, zmarł 6 marca 1951, zastąpił go Władysław Pałys, ślubował 30 października 1951.
- Wincenty Okulicki
- Stefan Olszewski, zrzekł się mandatu 30 września 1950.
- Józef Ozga-Michalski
- Gustaw Paszkiewicz
- Bolesław Pietrzak
- Władysława Pietrzakowa
- Antoni Piotrowski
- Jan Piotrowski
- Bolesław Podedworny
- Stanisław Podrygałło
- Jan Pokrzywa
- Stanisław Popławski
- Józef Przytuła
- Teofil Pszczółkowski
- Józef Putek
- Julian Rataj
- Tadeusz Rek
- Stefan Rękas
- Franciszek Roch-Kowalski
- Otylia Ruszczycka
- Mieczysław Rzeszut, ślubował 18 lutego 1947, zmarł 26 marca 1948, zastąpił go Franciszek Cabała, ślubował 28 października 1948.
- Wacław Saciłowski
- Adam Sadrakuła
- Stanisław Sakowski
- Józef Słoń
- Stanisław Stasiak
- Władysław Swornowski, zmarł 23 czerwca 1948.
- Aleksander Szyćko
- Piotr Szymanek
- Wacław Szymanowski
- Jan Tabor
- Zofia Tomczyk
- Józef Tront
- Marian Tupalski
- Andrzej Waleron
- Wacław Wanat
- Wincenty Wąsik
- Tomasz Wiącek, zmarł 8 lipca 1950.
- Bohdan Wilamowski, ślubował 19 lutego 1947
- Jan Wilanowski
- Stefan Wilanowski
- Ludwik Witos, zrzekł się mandatu 23 listopada 1949.
- Józef Wójcik
- Stanisław Wrona-Merski
- Henryk Wyrzykowski, zmarł 19 kwietnia 1949.
- Mieczysław Wysocki
- Stefan Żmijko

### Stronnictwo Demokratyczne
- Leon Adamowski
- Marek Ferdynand Arczyński
- Wacław Barcikowski
- Stanisław Beniger
- Leon Chajn
- Eugeniusz Czechowicz
- Kazimierz Czyżowski
- Wiesław Fijałkowski
- Kazimierz Gallas, zmarł 25 października 1947, zastąpił go Kazimierz Mertyn, ślubował 29 grudnia 1947
- Leszek Guzicki
- Stanisław Hałas, zrzekł się mandatu 1 stycznia 1950.
- Emilia Hiżowa
- Maria Jaszczukowa
- Jerzy Jodłowski
- Wacław Jonsik
- Albin Jura
- Stanisław Kaliszewski
- Eugenia Krassowska
- Adam Krzyżanowski, zrzekł się mandatu 12 lipca 1949.
- Stanisław Kulczyński
- Włodzimierz Lechowicz
- Henryk Lukrec, zmarł 14 marca 1952.
- Mieczysław Michałowicz
- Zygmunt Moskwa
- Wiktor Nagórski
- Jerzy Nowacki
- Józef Ordyniec, zmarł 18 marca 1950.
- Jan Palczewski
- Jan Rabanowski
- Krzysztof Mikołaj Radziwiłł
- Wincenty Rzymowski, zmarł 30 kwietnia 1950.
- Wacław Sobol
- Stanisław Stefański
- Karol Strzałkowski
- Janusz Szałkowski
- Faustyn Szlęzak
- Józef Wasowski, zmarł 21 października 1947, zastąpił go Paweł Dubiel, ślubował 29 grudnia 1947
- Witold Wenclik
- Jan Karol Wende
- Lesław Wysocki
- Stanisław Zagórski

### Polskie Stronnictwo Ludowe
- Władysław Banaczyk
- Stanisław Bańczyk, mandat wygaszony 10 lutego 1949.
- Wincenty Bryja
- Paweł Chadaj
- Hanna Chorążyna, zrzekła się mandatu 22 lipca 1950.
- Piotr Chwaliński, zrzekł się mandatu 22 lipca 1950.
- Roman Gesing
- Stanisław Jagiełło
- Stanisław Jagusz, zrzekł się mandatu 22 lipca 1950.
- Franciszek Kamiński
- Władysław Kiernik
- Stefan Korboński, mandat wygaszony 15 listopada 1947, zastąpił go Piotr Typiak, ślubował 28 października 1948
- Stanisław Laskowski
- Józef Leś
- Stanisław Mikołajczyk, mandat wygaszony 15 listopada 1947, zastąpił go Józef Balcerzak, ślubował 28 października 1948
- Kazimierz Nadobnik
- Tadeusz Nowak
- Stanisław Osiecki, zrzekł się mandatu 21 lipca 1950.
- Franciszek Stachnik
- Jan Witaszek, mandat wygaszony 30 października 1951.
- Andrzej Witos, zrzekł się mandatu 21 lipca 1950.
- Franciszek Wójcicki
- Stanisław Wójcik, mandat wygaszony 10 lutego 1949.
- Zygmunt Załęski, ślubował 8 lutego 1947

### Stronnictwo Pracy[6]
- Stefan Brzeziński (od 1950 członek Klubu Poselskiego SD)
- Jerzy Domiński
- Kazimierz Groszyński (od 1950 członek Klubu Poselskiego SD)
- Andrzej Ignatowski
- Tomasz Kołakowski, mandat wygaszony 10 lutego 1949.
- Marian Lityński
- Józef Maciejewski (od 1950 członek Klubu Poselskiego SD)
- Stanisław Małolepszy (od 1950 członek Klubu Poselskiego SD)
- Franciszek Mańkowski, zmarł 15 grudnia 1948, mandat wygasł 30 grudnia 1948; zastąpił go Antoni Urbański, złożył ślubowanie poselskie 29 marca 1949 (od 1950 członek Klubu Poselskiego SD)
- Tadeusz Michejda (od 1950 członek Klubu Poselskiego SD)
- Aleksander Olchowicz (od 1950 członek Klubu Poselskiego SD)
- Damazy Tilgner, ślubował 24 marca 1947
- Henryk Trzebiński (od 1950 członek Klubu Poselskiego SD)
- Feliks Widy-Wirski
- Jan Wilandt

### Polskie Stronnictwo Ludowe „Nowe Wyzwolenie”
- Bronisław Drzewiecki
- Bronisław Kloc
- Władysław Kosydarski
- Witold Oleszczak
- Michał Rękas
- Władysław Ryncarz, ślubował 15 kwietnia 1947
- Jan Witoszka

### Polskie Stronnictwo Ludowe – Lewica
- Kazimierz Banach
- Stanisław Koter, zmarł 12 kwietnia 1951.
- Czesław Wycech

### Katolicko-Społeczny Klub Poselski
- Witold Bieńkowski
- Aleksander Bocheński
- Jan Frankowski

### Posłowie niezrzeszeni
- Stanisław Dobosz, wybrany z listy Stronnictwa Pracy
- Jan Koj, zmarł 6 maja 1948, zastąpił go Jan Mrocheń, ślubował 28 października 1948.
- Henryk Kołodziejski
- Eugeniusz Kuszko
- Eugeniusz Kwiatkowski
- Zofia Nałkowska
- Wojciech Pokora
- Józef Sack, zrzekł się mandatu 18 listopada 1948.
- Julian Sadłowski, wybrany z listy Stronnictwa Pracy
- Irena Sztachelska
- Zygmunt Żuławski, zmarł 4 września 1949, wybrany z listy PSL.
- Michał Żymierski „Rola”

### Posłowie, których mandat wygasł w trakcie kadencji (54 posłów)[7]
| Poseł                 | Poseł                     | Data wygaśnięcia mandatu          | Przyczyna                         | Następca                     |
| --------------------- | ------------------------- | --------------------------------- | --------------------------------- | ---------------------------- |
|                       | Bolesław Bierut           | 5 lutego 1947(dts)                | zrzeczenie się mandatu            | mandat pozostał nieobsadzony |
| Jan Szczyrek          | 7 marca 1947(dts)         | śmierć                            | Józef Smetański                   |                              |
| Karol Świerczewski    | 28 marca 1947(dts)        | śmierć                            | Jerzy Knothe                      |                              |
| Józef Wasowski        | 21 października 1947(dts) | śmierć                            | Paweł Dubiel                      |                              |
| Kazimierz Gallas      | 25 października 1947(dts) | śmierć                            | Kazimierz Mertyn                  |                              |
|                       | Stefan Korboński          | 15 listopada 1947(dts)            | pozbawienie mandatu uchwałą Sejmu | Piotr Typiak                 |
| Stanisław Mikołajczyk | 15 listopada 1947(dts)    | pozbawienie mandatu uchwałą Sejmu | Józef Balcerzak                   |                              |
|                       | Wiktor Malczyński         | 18 listopada 1947(dts)            | śmierć                            | Tadeusz Lipiec               |
| Mieczysław Rzeszut    | 26 marca 1948(dts)        | śmierć                            | Franciszek Cabała                 |                              |
| Wojciech Pelczarski   | 5 maja 1948(dts)          | śmierć                            | Jan Sabik                         |                              |
| Jan Koj               | 6 maja 1948(dts)          | śmierć                            | Jan Mrocheń                       |                              |
| Władysław Swornowski  | 23 czerwca 1948(dts)      | śmierć                            | mandat pozostał nieobsadzony      |                              |
| Edward Abramowicz     | 15 września 1948(dts)     | zrzeczenie się mandatu            | mandat pozostał nieobsadzony      |                              |
| Józef Sack            | 18 listopada 1948(dts)    | zrzeczenie się mandatu            | mandat pozostał nieobsadzony      |                              |
|                       | Franciszek Mańkowski      | 15 grudnia 1948(dts)              | śmierć                            | Antoni Urbański              |
|                       | Stanisław Bańczyk         | 10 lutego 1949(dts)               | pozbawienie mandatu uchwałą Sejmu | mandat pozostał nieobsadzony |
|                       | Tomasz Kołakowski         | 10 lutego 1949(dts)               | pozbawienie mandatu uchwałą Sejmu | mandat pozostał nieobsadzony |
|                       | Stanisław Wójcik          | 10 lutego 1949(dts)               | pozbawienie mandatu uchwałą Sejmu | mandat pozostał nieobsadzony |
|                       | Henryk Wyrzykowski        | 19 kwietnia 1949(dts)             | śmierć                            | mandat pozostał nieobsadzony |
| Adam Krzyżanowski     | 12 lipca 1949(dts)        | zrzeczenie się mandatu            | mandat pozostał nieobsadzony      |                              |
| Marian Borowiec       | 27 sierpnia 1949(dts)     | śmierć                            | Tadeusz Nawrocki                  |                              |
|                       | Zygmunt Żuławski          | 4 września 1949(dts)              | śmierć                            | mandat pozostał nieobsadzony |
|                       | Józef Dubiel              | 14 października 1949(dts)         | zrzeczenie się mandatu            | mandat pozostał nieobsadzony |
| Ludwik Witos          | 23 listopada 1949(dts)    | zrzeczenie się mandatu            | mandat pozostał nieobsadzony      |                              |
| Antoni Galiński       | 28 grudnia 1949(dts)      | śmierć                            | mandat pozostał nieobsadzony      |                              |
| Jerzy Drewnowski      | 30 grudnia 1949(dts)      | zrzeczenie się mandatu            | mandat pozostał nieobsadzony      |                              |
| Stanisław Hałas       | 1 stycznia 1950(dts)      | zrzeczenie się mandatu            | mandat pozostał nieobsadzony      |                              |
| Stefan Bancerz        | 24 stycznia 1950(dts)     | zrzeczenie się mandatu            | mandat pozostał nieobsadzony      |                              |
| Józef Ordyniec        | 18 marca 1950(dts)        | śmierć                            | mandat pozostał nieobsadzony      |                              |
| Jan Burdzy            | 24 marca 1950(dts)        | zrzeczenie się mandatu            | mandat pozostał nieobsadzony      |                              |
| Wincenty Rzymowski    | 30 kwietnia 1950(dts)     | śmierć                            | mandat pozostał nieobsadzony      |                              |
| Tomasz Wiącek         | 8 lipca 1950(dts)         | śmierć                            | mandat pozostał nieobsadzony      |                              |
| Władysław Wolski      | 15 lipca 1950(dts)        | zrzeczenie się mandatu            | mandat pozostał nieobsadzony      |                              |
| Wacław Żukowski       | 15 lipca 1950(dts)        | zrzeczenie się mandatu            | mandat pozostał nieobsadzony      |                              |
|                       | Stanisław Osiecki         | 21 lipca 1950(dts)                | zrzeczenie się mandatu            | mandat pozostał nieobsadzony |
| Andrzej Witos         | 21 lipca 1950(dts)        | zrzeczenie się mandatu            | mandat pozostał nieobsadzony      |                              |
| Hanna Chorążyna       | 22 lipca 1950(dts)        | zrzeczenie się mandatu            | mandat pozostał nieobsadzony      |                              |
| Piotr Chwaliński      | 22 lipca 1950(dts)        | zrzeczenie się mandatu            | mandat pozostał nieobsadzony      |                              |
| Stanisław Jagusz      | 22 lipca 1950(dts)        | zrzeczenie się mandatu            | mandat pozostał nieobsadzony      |                              |
|                       | Andrzej Maj               | 12 sierpnia 1950(dts)             | zrzeczenie się mandatu            | mandat pozostał nieobsadzony |
| Stefan Olszewski      | 30 września 1950(dts)     | zrzeczenie się mandatu            | mandat pozostał nieobsadzony      |                              |
| Henryk Raabe          | 28 stycznia 1951(dts)     | śmierć                            | mandat pozostał nieobsadzony      |                              |
| Andrzej Krzewniak     | 27 lutego 1951(dts)       | śmierć                            | mandat pozostał nieobsadzony      |                              |
| Wawrzyniec Okrajni    | 6 marca 1951(dts)         | śmierć                            | Władysław Pałys                   |                              |
| Lucjan Głowacki       | 8 marca 1951(dts)         | śmierć                            | mandat pozostał nieobsadzony      |                              |
|                       | Stanisław Koter           | 12 kwietnia 1951(dts)             | śmierć                            | mandat pozostał nieobsadzony |
|                       | Adam Drąg                 | 10 lipca 1951(dts)                | śmierć                            | mandat pozostał nieobsadzony |
| Aleksander Kowalski   | 1 października 1951(dts)  | śmierć                            | mandat pozostał nieobsadzony      |                              |
| Czesław Bobrowski     | 30 października 1951(dts) | pozbawienie mandatu uchwałą Sejmu | mandat pozostał nieobsadzony      |                              |
|                       | Jan Witaszek              | 30 października 1951(dts)         | pozbawienie mandatu uchwałą Sejmu | mandat pozostał nieobsadzony |
|                       | Leon Korga                | 17 listopada 1951(dts)            | zrzeczenie się mandatu            | mandat pozostał nieobsadzony |
| Henryk Lukrec         | 14 marca 1952(dts)        | śmierć                            | mandat pozostał nieobsadzony      |                              |
| Kazimierz Chodkiewicz | 31 marca 1952(dts)        | zrzeczenie się mandatu            | mandat pozostał nieobsadzony      |                              |
| Feliks Jarosz         | 31 marca 1952(dts)        | zrzeczenie się mandatu            | mandat pozostał nieobsadzony      |                              |